# 2n Front de Belarús
El 2n Front de Belarús (rus: 2-й Белорусский фронт), també anomenat 2n Front Belarús era un Front de l'Exèrcit Roig durant la Segona Guerra Mundial. Aquesta formació era equivalent a un Grup d'exèrcits occidental. El sentit del terme no és geogràfic amb l'usatge més habitual de front militar que indica una zona geogràfica en temps de guerra.
En 2n Front Belarús va ser creat al febrer de 1944, mentre que els soviètics feien retirar-se als alemanys cap a Belarús. El Coronel General Pavel A. Kurotxkin esdevingué el seu primer comandant. L'abril de 1944, el seu quarter general va ser reformat a partir del quarter general del dissolt 10è Exèrcit.
El 26 de juny de 1944 les tropes del front van capturar Mahiliou. El 4 de juliol, el 2n Belarús hagué d'encarregar-se d'escombrar les restes del IV Exèrcit alemany (del Grup d'Exèrcits Centre), a les ordres del General von Tippelskirch, així com les restes del IX Exèrcit alemany en una gran bossa situada al sud-est de Minsk. El novembre de 1944, el Mariscal Konstantín Rokossovski va ser nomenat comandant del Front tot just abans de començar les seves dues grans ofensives de la II Guerra Mundial. Com a part d'un atac massiu comès per 4 Fronts el 14 de gener de 1945, el 2n Belarús atacà Prússia i Pomerània. El 9 d'abril de 1945 Königsberg finalment caigué en mans de l'Exèrcit Roig. Això alliberà al 2n Belarús per dirigir-se més a l'oest, fins al riu Oder. Durant les dues primeres setmanes d'abril, els soviètics van realitzar el redesplegament més ràpid de la guerra. El Mariscal Júkov concentrà el seu 1r Front de Belarús, que havia estat desplegat al riu Oder entre Frankfurt i el Bàltic, cap a una zona davant dels Turons de Seelow. El 2n Belarús es desplaça cap a les posicions que el 1r Belarús havia deixat buides al nord dels turons. Mentre que aquest moviment tenia lloc, restes del II Exèrcit que havien quedat embotellades a una bossa prop de Danzig van aconseguir escapar a través de l'Oder.
En les primeres hores del 16 d'abril, l'ofensiva final de la guerra per capturar Berlín i enllaçar amb les forces aliades occidentals a l'Elba enllaçaren amb atacs perpetrats pel 1r Belarús i al sud, el 1r Front Ucraïnès del Mariscal Ivan Koniev. El 20 d'abril, el 2n Belarús s'uní a l'atac. El 25 d'abril, el 2n Belarús travessà el cap de pont al sud de Stettin i fins al final de la guerra capturà tota alemanya al nord de Berlín, mentre que enllaçava amb el 21è Grup d'Exèrcits britànic.
El Quarter General del 2n Front Belarús esdevingué el Quarter General del Grup de Forces Nord, la força soviètica d'ocupació de Polònia, amb data efectiva 10 de juny de 1945.

## Exèrcits
Entre les forces que van formar part del 2n Front de Belarús hi ha:
- 2n Exèrcit de Xoc
- 65è Exèrcit
- 70è Exèrcit
- 49è Exèrcit
- 19è Exèrcit
- 5è Exèrcit Blindat de la Guardia
- 4t Exèrcit de l'Aire

## Accions

### 1944
- 2 de gener Penetra als antics territoris polonesos
- 9 de juliol El 2n Belarús ataca pel nord-oest des de Vitebsk formant part de la gran ofensiva soviètica a l'est de Riga, direcció Rezekne, per tal d'aïllar el Grup d'Exèrcits Nord alemany.
- 29 de juliol Els soviètics arriben a la costa, deixant aïllat al Grup d'Exèrcits Nord a Estònia i a la Letònia oriental.
- 13 de setembre El 2n Belarús captura Lomza, a l'oest de Bialystok.
- Novembre El Mariscal Rokossovski és nomenat comandant del 2n Belarús.

### 1945
- 10 de gener El 2n Belarús ataca cap a Neustett, sent aturat per contraatacs alemanys.
- 14 de gener El 2n Belarús penetra Prússia Oriental.
- 24 de gener Els Fronts Belarussos 1r i 2n ataquen a Pomerània. El Segon Exèrcit Alemany queda aïllat.
- 27 de febrer Elements del 2n Belarús penetren a Pomerània
- 28 de febrer El 2n Belarús captura Neustettin.
- 5 de març La ciutat–fortalesa de Graudenz, al Vístula, es rendeix al 2n Belarús
- 10 de març El 2n Belarús captura Zoppot
- 13 de març El 2n Belarús llança una ofensiva contra la Bossa de Braunsberg, al sud de Königsberg
- 18 de març El 1r Exèrcit Polonès, pertanyent al 2n Belarús, captura la ciutat–fortalesa de Kolberg
- 23 de març 2n Belarús ataca al II Exèrcit alemany a la zona de Danzig
- 30 de març Les tropes soviètiques finalment conquereixen Danzig,
- 20 d'abril El 2n Belarús ataca pel Baix Oder cap a Neubrandenburg, Stralsund i Rostock.
- 25 d'abril El 2n Belarús aconsegueix un gran cap de pont a l'Oder, al sud de Stettin, forçant el centre del III Exèrcit Panzer i fent-lo retrocedir cap a Prenzlau.
- 26 d'abril El 2n Belarús captura Stettin.
- 27 d'abril El 2n Belarús captura Prenzlau i Tangermünde, a 70 km al nord-oest de Berlín
- 5 de maig Elements del 2n Belarús entren a Peenemunde.